# Katholieke Hogeschool Sint-Lieven
 (avril 2025).
Si vous disposez d'ouvrages ou d'articles de référence ou si vous connaissez des sites web de qualité traitant du thème abordé ici, merci de compléter l'article en donnant les références utiles à sa vérifiabilité et en les liant à la section « Notes et références ».
La Katholieke Hogeschool Sint-Lieven (en abrégé KaHo Sint-Lieven) est une haute école catholique belge de langue néerlandaise, née de la fusion, en 1995, de 8 hautes écoles. Elle possède des campus à Gand (où sont aussi localisés les services centraux), Saint-Nicolas (Sint-Niklaas) et Alost.
L’école, qui compte actuellement quelque 5 000 étudiants et emploie 520 personnes, offre un large éventail de bacheliers professionnalisants et de mastères dans les domaines liés à la biotechnologie, aux soins de santé, aux sciences commerciales, à la gestion d’entreprise, aux sciences industrielles, aux sciences nautiques et à la formation d’enseignants. Y peuvent être suivis en outre un certain nombre de masters de spécialisation et de formations courtes, de même qu’une formation Master in Food Science, Technology and Nutrition (en langue anglaise) dans le cadre d’Erasmus mundus. La KaHo Sint-Lieven a choisi de s’associer à la Katholieke Universiteit te Leuven.
En 2014, elle fusionne avec HUB au sein d'Odisee. 
Les formations offertes sont les suivantes.
- Bacheliers professionnalisants : agro- et biotechnologie, gestion d’entreprise, sciences et techniques du laboratoire biomédical, construction, chimie, électromécanique, électrotechnique, informatique, gestion d’équipements (« facilitair management »), puériculture, formation d’instituteur, école normale, conception et production mécaniques, gestion de bureau, immobilier, soins infirmiers, nutrition et diététique, obstétrique.

- Master en sciences industrielles : construction, topométrie, chimie, biochimie, informatique, électromécanique, électrotechnique.

- Bachelier de spécialisation en soins intensifs et soins d’urgence.